# 横澤彪
横澤 彪（よこざわ たけし、1937年〈昭和12年〉12月15日 - 2011年〈平成23年〉1月8日）は、日本のテレビプロデューサー。通称・オジン。
フジテレビのプロデューサーとして活躍し、同局役員待遇ゼネラルプロデューサー、ヴァージンジャパン代表取締役社長兼務を経て、吉本興業東京本社代表、専務取締役東京本部長などを歴任。鎌倉女子大学児童学部教授を経て、晩年はフリーの立場で活動した。
群馬県前橋市出身。実父は元朝日新聞千葉支局長の横澤陸郎。

## 来歴・人物

### 生い立ち
前橋市で出生したが、父が新聞記者であったため転居・転校を繰り返した。出生後すぐに隣の長野県長野市に移り、その後も東京都杉並区、新潟県新潟市、高田市（現在の上越市）、秋田県秋田市、神奈川県横浜市と、平均2年半に1回のペースで移り住んだ。どこへ行っても東京弁を喋る「東京っ子」として異端視され、いじめられるのは日常茶飯事で、これが「ネクラ人間横澤彪」のルーツとなった。転校が多かったため小学生時代は友達を作らない主義で、すぐ別れが来る悲しさが嫌で人を避けて映画やラジオ番組に没頭していたという。
自身「郷里はどちらですか」という質問が一番苦手と言い、「郷里はありません」と答えることもあり、「父は岩手、母は静岡です」と加えるとき、「群馬県の前橋生まれです」と言って済ませるとき、丁寧にすべて説明するときとあり、いずれも説明は苦痛と話しており、いわば「多国籍」と述べたこともある。

### 学生時代
神奈川県立横浜翠嵐高等学校から千葉県立千葉高等学校に編入学。その後、浪人をし東京大学文学部社会学科に入学したが、留年したため入学以来の学友と卒業式に出席した経験がない。1962年に同大学を卒業した。

### フジテレビ時代
大学時代の友人の誘いでフジテレビに入社。最初に配属されていたのが制作現場でなかったらすぐ退社していたかもしれなかったという。同期入社に元同社社長の村上光一、元アナウンサーの松本みどりがいる。横澤自身必ずしもフジサンケイグループや鹿内信隆の思考に共鳴したわけではなく、面接で安保条約について聞かれた際には「何で自分の思いと違う事を答えなければならないのか。」と思ったと述べている他、入社式で鹿内信隆の挨拶に立腹し退席しかけたと著書で述べている。
若手時代には、労働組合運動に関わったことが当時フジテレビ社長の鹿内信隆（フジサンケイグループ議長）の逆鱗に触れ、1970年に産経新聞出版局に出向させられるなど辛酸をなめたが、この時代、同じ業界の光文社の神吉晴夫から｢既成概念にとらわれない｣ということを学ぶ。フジテレビ復帰後の1974年に『ママとあそぼう!ピンポンパン』で初めてプロデューサーを経験し、1980年に『THE MANZAI』で頭角を現した。
THE MANZAIを皮切りに『らくごin六本木』、『スター千一夜』、『笑ってる場合ですよ!』、『森田一義アワー 笑っていいとも!』、『オレたちひょうきん族』などを手掛け、1年先輩の日枝久や、信隆の長男でフジサンケイグループ議長に就任していた鹿内春雄らと共に、視聴率低下で苦境に立たされていたフジテレビの立て直しが採られ、同時にビッグ3ことタモリ、ビートたけし、明石家さんまをスターダムへと押し上げることに一役も買った。
『オレたちひょうきん族』では、「ひょうきん懺悔室」のコーナーに神父役として自ら番組に出演していた。『ひょうきん族』では、TBSテレビで裏番組として放送されていた『8時だョ!全員集合』を意識した数々の演出を行った。コントのはしばしで『全員集合』の名前を出し、揚げ句の果てには『全員集合』のオープニングテーマを流しながら「ひょうきん族がなければね」「わしもそう思う」というパロディCMを作るほどであった。『ひょうきん族』、『笑っていいとも!』などの担当番組で、「ひょうきんディレクターズ」（三宅恵介・佐藤義和・荻野繁・山縣慎司・永峰明）に代表される番組スタッフを出演させ、それまではテレビ局が積極的に番組出演させることが無かった女性アナウンサーをコントの中に起用し、当時タブー視されていた楽屋落ちを寸劇の中に取り込み、番組のテーマソングや劇中歌に松任谷由実、山下達郎等のニューミュージックの歌手の楽曲を起用し、森田一義アワー 笑っていいとも!では、小説家の田中康夫や元NHKプロデューサーの、和田勉等文化人タレントやオスマン・サンコンやデーブ・スペクター等の外国人タレントを起用するなど、当時としては画期的で、現在まで受け継がれているバラエティ番組の手法を多く開発した。
1987年には、『FNS27時間テレビ』の第一弾となる『FNSスーパースペシャル1億人のテレビ夢列島』を立ち上げ、ゼネラルプロデューサーを務める。同年9月を以って自身がプロデューサーを務めていたレギュラー番組を全て降板してひょうきんディレクターズに引き継ぎ、『ひょうきん族』は三宅、『笑っていいとも!』は佐藤と荻野、『いただきます』は山縣がそれぞれ後任のプロデューサーとして就任した。1989年には『テレビ夢列島』第3回総合プロデューサーを、1992年と1993年には『平成教育テレビ』でエグゼクティブプロデューサーを務めた。また、1993年には同番組の「全国一斉公開模擬試験」に、フジテレビの生徒役で挑戦した。
役員待遇編成局ゼネラルプロデューサーに昇進したかたわら、ヴァージンジャパン社長も兼任したが、1995年3月にフジテレビを退社した。定年を待たない退社となったが、人間に定年があるのがおかしいと思っており、定年という概念があってはならないとも思っていたと話している。
1995年1月17日にフジテレビ主催の横澤の送別会が行われたが、阪神・淡路大震災による交通機関の運休のため、横澤が出席出来ないアクシデントに見舞われた。

### フジテレビ退社後
フジテレビ退社後は吉本興業に移り、東京支社長や専務取締役を歴任した。フジテレビ退社から吉本興業への転職に関しては、日本テレビ『スーパーテレビ 情報最前線』が密着取材の模様を放送した。吉本には当初、長く在籍するつもりはなかったが、後に社長となる林裕章に懇願され、長期にわたり在籍した。
2005年に吉本興業相談役を退任し、翌2006年にインターネットサイトJ-CASTでコラム『横澤彪のチャンネルGメン69』の連載を開始した。『Gメン69』では、古巣のフジテレビや吉本興業に対しても歯に衣着せぬ主張を展開。2007年には悪性リンパ腫の闘病を告白し、話題となった。

### 死去
2011年1月8日、肺炎のため東京都内の病院で死去。73歳没。1月13日に通夜、翌14日に告別式が東京都大田区内の池上本門寺で営まれた。告別式には片岡鶴太郎、山田邦子、栗原小巻、山﨑努など約600人が参列し、品川区の桐ヶ谷斎場で荼毘に付された。戒名は富岳院衆楽日彪居士。横澤の起用によってスターダムにのし上がったタモリは、通夜・告別式には参列しなかったが、後に横澤の自宅を弔問している。

## エピソード
- 「ひょうきん族」スタート当初は「あまり楽しくなかった」という[11]。
- 元日本テレビプロデューサーの土屋敏男は、若手時代にダウンタウンの世話人を務めた縁から、芸能事務所のマネージャーを装って当時のフジテレビ河田町本社やスタジオアルタの収録スタジオに頻繁に出入りしていた時期があった。その際に『ひょうきん族』『いいとも!』の初代プロデューサーだった横澤と知り合ってバラエティ番組制作に関する様々な助言を受け、後に『GENKI TV』『電波少年』などで生かされるノウハウを学んだ事から、横澤の事を尊敬するテレビマンであると公言している。横澤もこの当時から土屋の番組制作に対する熱意や姿勢を高く評価しており、吉本退社後には数々の講演会やフォーラムで土屋との共演を果たした。
- 1994年（平成6年）2月には日本共産党の機関紙『赤旗』（現・しんぶん赤旗）のインタビューを受け自らの政治思想を語った。この記事は顔写真付きで赤旗日刊紙一面に大々的に掲載された[12]。当時まだフジテレビ社員であった上に、過去には反共主義を掲げている産経新聞のイメージキャラクターまで務めた横澤が共産党の機関紙に登場した事は、大きな話題となった[13]。尚、横澤はこの1年1ヶ月後にフジテレビを退社している。
- フジテレビのメディア研究誌『AURA』に、1995年から2006年に亘って連載されたエッセイをまとめたkindle版電子書籍「横澤彪の吉本探訪記」1〜6、「横澤彪　メディアのご意見番　其の壱」（供に新翠舎）が2013年3月27日に出版された。（2013年5月31日にiBookstoreでも出版）
- プロ野球・横浜ベイスターズの大ファンであり、同じく大の横浜ファンであるジャズピアニストの山下洋輔は1998年に横浜が38年ぶりの日本一になった日に共に美酒を味わった事を思い出として語っている[14]。TBS調査情報で行ったテレビマンユニオン代表取締役会長の重延浩、TBS常務取締役の衣笠幸雄との三者対談では、TBSニュースバードで横浜戦を試合開始から欠かさず見ており、横浜が負けた試合ではあまりの悔しさにテレビを蹴り上げているというエピソードを披露している[15]。
- 実績と才能がありながらフジテレビ役員へ昇進できず、更には定年前での退社に至った背後には、横澤の優秀さを恐れた日枝久による圧力があったという証言がある[16]。

## 担当番組

### フジテレビ時代
- ママとあそぼう!ピンポンパン
- THE MANZAI
- らくごin六本木
- スター千一夜
- 笑ってる場合ですよ!
- 森田一義アワー 笑っていいとも!
- 笑っていいとも!増刊号
- 笑っていいとも!特大号
- タモリ・たけし・さんまBIG3 世紀のゴルフマッチ
- タケちゃんの思わず笑ってしまいました
- オレたちひょうきん族
- ひょうきん予備校
- ライオンのいただきます
- FNSスーパースペシャル1億人のテレビ夢列島
- TV PLUS PRESS
- 他

### 吉本興業時代
- モーリーモールの冒険（総合プロデューサー、制作）※吉本興業移籍後の初仕事。
- DABO銀
- AHERA（ゼネラルプロデューサー）
- アメジャリチハラ（スペシャルアドバイザー）

## 出演番組
- クイズまるごと大集合（TBS、1989年） - 「番組CM大賞」のコーナーでの「テレビ探偵団」のエントリー作品で三宅裕司と共演。
- 爆笑問題のニッポンの教養（NHK総合、2010年9月21日） - 生涯最後のテレビ出演となった。
- サンケイ新聞テレビCM - フジテレビ社員時代に放送。関連会社（ニッポン放送、キャニオン（現・ポニーキャニオン）の若手新入社員と共演したものもある。
- オールスター感謝祭'95超豪華!クイズ決定版この秋お待たせ特大号（TBS、1995年9月30日） - 200人中100位（21問112.70）

## 著書
- 1億人のためのイケナイ!?発想読本 : 「新開発」…トップの座を占める法 横沢彪 著 光文社 1984 (カッパ・ホームス)
- 人間メディア : 時代をどうプロデュースするか 横沢彪 著 講談社 1985
  - テレビ式 : ヒットを生む発想と行動 横沢彪 著 講談社 1987 (講談社文庫) 上記本の文庫化
- 横沢彪『プロデューサー感覚』朝日新聞社、1987年6月25日。NDLJP:12275926。
- しごとが面白くなるシェイクスピア : 人間観察力のつけ方 横沢彪 著 ダイヤモンド社 1988
- とりあえず!? 横沢彪, 山藤章二 著 講談社 1990
- 明るい接待術 横沢彪 著 情報センター出版局 1991 (Joho business)
  - 接待はむずかしいねご同輩! : ヨコザワ式「人儲け」術のツボ 横沢彪 著 PHP研究所 1993 (PHP文庫) 上記本の文庫化
- あ、それおもしろい! : 「混」の時代のヒット発想 横沢彪 著 実業之日本社 1994 (Just books)
- 犬も歩けばプロデューサー : 私的なメディア進化論 横沢彪 著 日本放送出版協会 1994
- 諸君!アホ・バカになれるかい : 「笑っていいとも!」人生成功の法則 横沢彪 著 講談社 1996 (講談社ニューハードカバー)
- 大人のための友だちのつくり方 : 人生はヒトと出会ってこそ面白い 横澤彪 著 サンマーク出版 1996
  - 大人のための友だちのつくり方 : 人生はヒトと出会ってこそ面白い 横澤彪 著 サンマーク出版 2007 (サンマーク文庫) 上記本の文庫化
- 自己アピールの上手い人下手な人 横澤彪 著 新講社 1997
  - 面白い人・頭のいい人の自己アピール術 横澤彪 著 新講社 2010 (Wide shinsho) 上記本の改題、再編集版
- 生涯現役教本 : デジタル・ソフト時代の生き方 横澤彪 著 向陽書房 1999
- それでも「人と会おう!」 横澤彪 著 新講社 2001
  - それでも「人と会おうよ」 横澤彪 著 新講社 2009 (Wide shinsho) 上記本の改題、加筆、再編集版
- 30代からの自己プロデュース : 自分を変える鍛え直す 横澤彪 著 新講社 2007
- テレビの貧格 : もっと、ひょうきんで、いいとも!! 横澤彪, J-Castニュース編集部 著 東洋経済新報社 2008
- テレビの笑いを変えた男横澤彪かく語りき 横澤彪 著 扶桑社 2009

## 電子書籍
- 横澤彪の吉本探訪記　其の壱 新翠舎電子書籍 横澤彪、 佐野浩 2014/1/2
- 横澤彪の吉本探訪記　其の弐 新翠舎電子書籍 横澤 彪、 佐野 浩  2014/1/2
- 横澤彪の吉本探訪記　其の参 新翠舎電子書籍 横澤 彪、 佐野 浩 2014/1/2
- 横澤彪の吉本探訪記　其の肆 新翠舎電子書籍 Kindle版 横澤 彪 (著), 佐野 浩 (編集)  形式: Kindle版 2014
- 横澤彪の吉本探訪記　其の伍 新翠舎電子書籍 Kindle版 2014
- 伝説プロデューサー横澤彪テレビ遺言状～もっと面白いテレビ見せてくれ～【１巻】  芸人・お笑い編 (J-CASTニュースセレクション) J-CASTニュース編集部、 横澤彪  2014/9/9
- 伝説プロデューサー横澤彪テレビ遺言状～もっと面白いテレビ見せてくれ～【２巻】俳優・ドラマ編 J-CASTニュース編集部、 横澤彪 2014/9/9
- 伝説プロデューサー横澤彪テレビ遺言状～もっと面白いテレビ見せてくれ～【３巻】 バラエティ・スポーツ編 J-CASTニュース編集部、 横澤彪 2014/9/9

## 横澤班のスタッフ

### 概要
フジテレビに限らず、テレビ局の制作スタッフはいくつかの班に分かれて番組を制作する。
かつての部下だった石田弘率いる「石田班」や、後輩の疋田拓率いる「疋田班」とは仲が悪く、部下の王東順率いる「王班」とも一線を画していた。横澤班や王班が担当していた番組の収録中には、石田がおニャン子クラブやその派生ユニットおよびメンバーのソロ活動の楽曲のランキングの扱いから敬遠していた『ザ・ベストテン』（TBSテレビ）に対して追っかけ中継の立ち入りを許可する等、同番組に友好的な対応を取っていた。

### スタッフの近況
括弧内は肩書・愛称
三宅恵介（デタガリ）
役員待遇を経て2011年に定年を迎えたが、現在も嘱託社員としてフジテレビに在籍中。制作局第2制作センター嘱託ゼネラルディレクターで、千代田企画代表取締役社長を兼務する。
荻野繁（ビビンバ、オギリン）
BSフジ出向などを経て、2008年にフジテレビを定年退職。おぎの屋CREATIVE Mix代表取締役社長としてフリープロデューサー活動をしている。
山縣慎司（ベースケ）
広報局視聴者センター専任部長を経て、2010年にフジテレビを定年退職。現在はカレント所属のフリープロデューサー。
永峰明（アンノン）
1989年退職しフリーディレクター。NSC東京校・ワタナベコメディスクール講師。
佐藤義和（ゲーハー）
2005年退職しフリープロデューサー。沖縄県へ移住。2020年逝去。
小林豊（ぶーちゃん、ブッチャー）
フジ・メディア・ホールディングス及びフジテレビ執行役員、取締役を経て、テレビ静岡代表取締役社長。2019年より同社取締役相談役。
小畑芳和
フジテレビKIDS代表取締役社長。
吉田正樹
2009年退職しワタナベエンターテインメント代表取締役会長、吉田正樹事務所代表取締役社長。
片岡飛鳥
編成局制作センター第2制作室チーフゼネラルプロデューサー。
栗原美和子
共同テレビに出向し第1制作部企画担当部長。現場で横澤の薫陶を直接受けた最後の局スタッフ
大平司
美術制作局美術センターゼネラルプロデューサー。
清水淳司
ライツ開発局 コンテンツ事業センター 映像コンテンツ事業部プロデューサー
窪田豊（スマイリー）
星野淳一郎
フジテレビ社員ではなく、フジテレビ専属フリーの立場だったが、学生時代からディレクター・チーフADとして横澤が手掛ける番組のスタッフとして活動した。